# Pete Stark
Fortney Hillman Stark , Jr., detto Pete (Milwaukee, 11 novembre 1931 – Harwood, 24 gennaio 2020), è stato un politico statunitense, membro della Camera dei Rappresentanti per lo stato della California dal 1973 al 2013.

## Biografia
Nato a Milwaukee, dopo aver studiato al MIT e a Berkeley, Stark divenne un banchiere.
Entrato in politica con il Partito Democratico, nel 1972 si candidò alla Camera dei Rappresentanti e nelle primarie affrontò e sconfisse il deputato in carica George Paul Miller, che aveva oltre ottant'anni ed era in carica da ventotto. Dopo aver vinto facilmente anche le elezioni generali, Stark divenne deputato.
Negli anni successivi venne riconfermato dagli elettori per altri diciannove mandati, finché nel 2012 venne sfidato nelle primarie dal giovane Eric Swalwell, che aveva quasi cinquant'anni meno di lui. Swalwell riuscì a condurre una campagna elettorale efficace e alla fine sconfisse di misura Stark, che fu così costretto ad abbandonare il Congresso dopo quarant'anni di permanenza.
Ideologicamente Stark era giudicato un progressista. Nel 2007 divenne il primo deputato statunitense a dichiarare pubblicamente di essere ateo.